# Malinao (Albay)
Malinao ist eine philippinische Stadtgemeinde in der Provinz Albay. Sie hat 45.301 Einwohner (Zensus 1. August 2015). Auf dem Gebiet der Gemeinde liegt der gleichnamige Vulkan Malinao. Malinao liegt an der Südküste des Golf von Lagonoy. 

## Baranggays
Malinao ist politisch unterteilt in 29 Baranggays.
| - Awang - Bagatangki - Balading - Balza - Bariw - Baybay - Bulang - Burabod - Cabunturan - Comun - Diaro - Estancia - Jonop - Labnig - Libod | - Malolos - Matalipni - Ogob - Pawa - Payahan - Poblacion - Bagumbayan - Quinarabasahan - Santa Elena - Soa - Sugcad - Tagoytoy - Tanawan - Tuliw |

## Söhne und Töchter
- Nestor Celestial Cariño (1938–2025), römisch-katholischer Bischof von Legazpi
- José Sorra (1929–2021), römisch-katholischer Bischof von Legazpi